# Kalki Koechlin
Kalki Koechlin (Puducherry, 10 de janeiro de 1984) é uma atriz e escritora nascida na Índia e naturalizada francesa. Reconhecida por seu trabalho no ambiente cinematográfico de Bollywood, a atriz ganhou vários prêmios, como o National Film Award, o Filmfare Awards e o Screen Award. Ela também foi premiada com a Ordem das Artes e das Letras, pelo Ministério da Cultura da França, por suas contribuições para a indústria cinematográfica.

## Biografia
Filha de franceses, Koechlin começou a atuar no teatro desde a infância. É descendente de Maurice Koechlin, um engenheiro estrutural francês que desempenhou um papel importante na construção da Torre Eiffel. Seus pais são devotos do filósofo indiano Sri Aurobindo. Kalki passou a maior parte de sua infância na cidade de Auroville. A família instalou-se mais tarde em Kallatty, uma cidade vizinha de Tamil Nadu, onde o pai de Koechlin estabeleceu um negócio de design de asa delta e aviões ultraleves.

## Carreira
Entusiasmada em começar uma carreira como atriz, aos 18 anos viajou para a Inglaterra para estudar artes dramáticas na Universidade de Londres, trabalhando simultaneamente com uma companhia de teatro local. Depois de voltar para a Índia, fez sua estreia no cinema como Chandramukhi no filme dramático Dev.D em 2009. Por esse desempenho, ganhou o Prêmio Filmfare na categoria de melhor atriz coadjuvante. Então estrelou dois filmes de sucesso: Zindagi Na Milegi Dobara (2011) e Yeh Jawaani Hai Deewani (2013). Pela atuação nesses filmes, recebeu indicações para o prêmio Filmfare de melhor atriz coadjuvante em ambas as ocasiões. Koechlin começou sua carreira como roteirista em 2011 com o filme de suspense That Girl in Yellow Boots, no qual também desempenhou o papel principal.
Koechlin cimentou sua fama no país asiático com sua participação no drama político Shanghai (2012) e no suspense sobrenatural Ek Thi Daayan (2013). Ao participar de filmes de sucesso nas bilheterias, também foi vista em produções de filmes independentes, como a comédia Waiting (2015) e o filme de suspense A Death in the Gunj (2016). Ela ganhou o prêmio especial do júri na gala do National Film Awards por interpretar uma jovem com paralisia cerebral no drama Margarita with a Straw (2014)
Além do cinema, Koechlin escreveu, produziu e atuou em várias peças. Escreveu o drama Skeleton Woman (2009), pelo qual ganhou o prêmio MetroPlus Playwright e fez sua estreia na direção teatral com a peça Living Room (2015). Apresentou um programa de viagem intitulado Kalki's Great Escape, que estreou na Fox Life em setembro de 2016.

## Atualidade
Em 2017, estrelou os filmes Mantra e Jia Aur Jia. Interpretou uma imigrante francesa no curta-metragem de Siddharth Sinha, The Job. Produzido por Kushal Shrivastava, o filme pretendia ser uma crítica ao setor corporativo e ao tratamento dos funcionários. Sua performance atraiu elogios da crítica, que atribuiu o apelo do filme à sua interpretação persuasiva.